# Thần Nam Tào

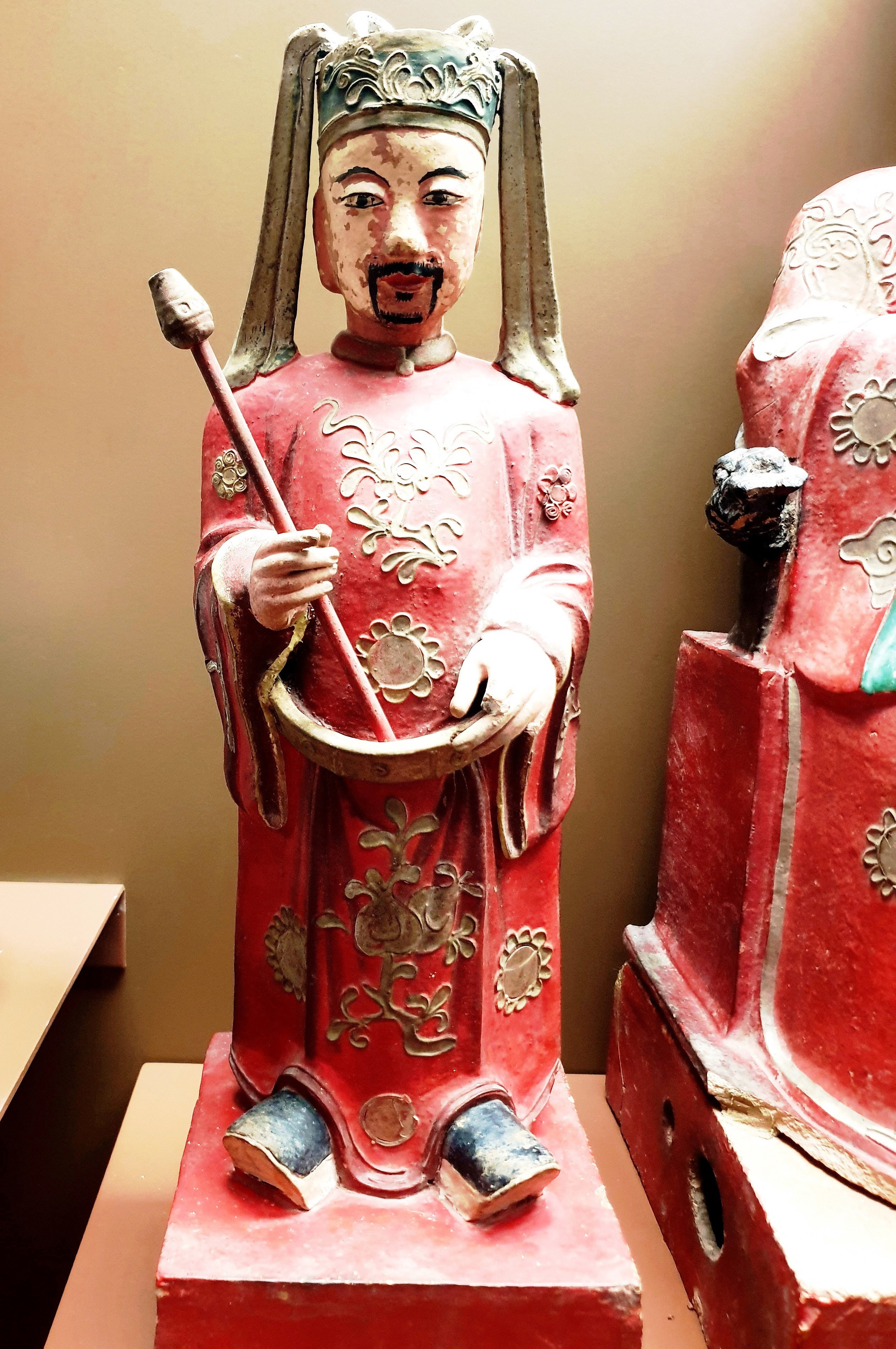
Tượng thần Nam Tào, cổ vật thời Nguyễn.

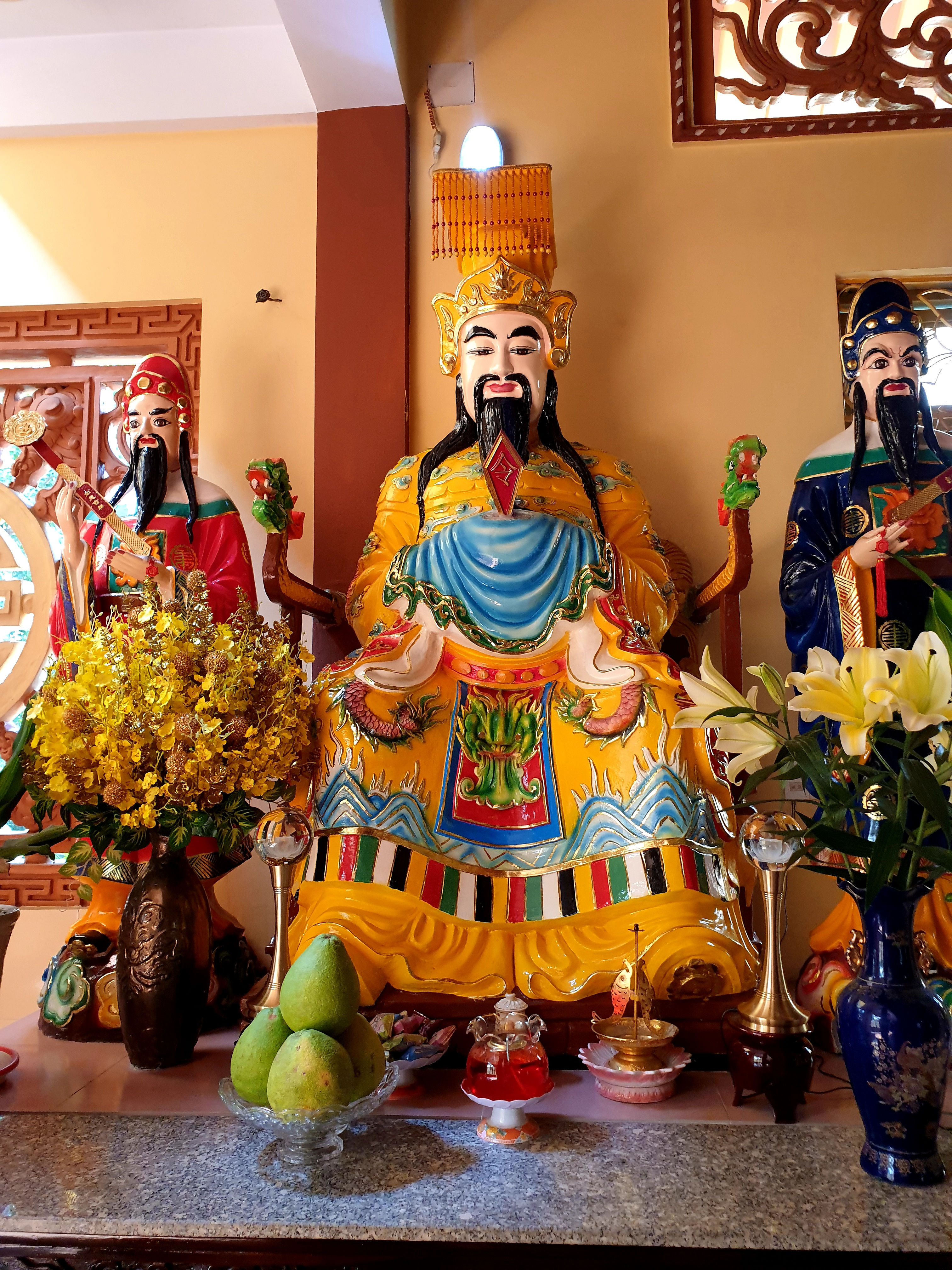
Nam Tào mặc quan phục màu đỏ, đứng bên trái Ngọc Hoàng khi nhìn trực diện.

Nam Tào (chữ Hán: 南曹), hay còn gọi là Thần Sinh (神生) và Nam Đẩu Tinh Quân (南斗星君), là vị thần chưởng quản mảng sao Nam Đẩu ở phương Nam. Ông là vị thần giữ sổ sinh, là một trong 2 vị thần luôn kề cận bên cạnh Ngọc Hoàng.

## Trong văn hóa đại chúng
- Nam Tào (do Xuân Bắc thủ vai) là một trong những nhân vật được yêu thích nhất trong chương trình Gặp nhau cuối năm.